# Абаджян, Валерий Аршалуйсович
Вале́рий Аршалу́йсович Абаджя́н (род. 23 января 1958, Куляб, Таджикская ССР) — советский боксёр армянского происхождения, абсолютный чемпион СССР (1982), трёхкратный чемпион СССР во втором тяжёлом весе (1983—1985), победитель Спартакиады народов СССР (1983), обладатель Кубка мира (1981), призёр соревнований «Дружба-84». Мастер спорта СССР международного класса (1981). Кавалер медали «За трудовую доблесть». Член правления воронежского филиала организации «Специальная олимпиада».

## Биография
Валерий Абаджян родился 23 января 1958 года в городе Куляб Таджикской ССР. Особенности климатических условий Таджикистана оказывали негативное влияние на здоровье ребёнка, поэтому семья Абаджяна ещё до достижения Валерием годовалого возраста была вынуждена переселиться в Грузию. С осени 1959 года по февраль 1968 года проживал с семьёй в городе Ахалцихе Грузинской ССР, затем переехал с родителями в Воронеж. В детстве занимался лёгкой атлетикой, игровыми видами спорта, шахматами. После окончания воронежской средней школы № 34 (1974 год) работал на заводе учеником фрезеровщика, фрезеровщиком второго разряда, затем, закончив водительские курсы ДОСААФ, устроился водителем в административно-хозяйственную часть Воронежского инженерно-строительного института. Заниматься боксом начал в 17 лет, за восемь месяцев до призыва в армию. С мая 1976 года по май 1978 года проходил срочную военную службу в войсках ПВО МВО, уволен в запас в звании старшины. По завершении срока военной службы стал инструктором спортивного общества «Зенит». В ноябре 1980 года попал в состав сборной СССР, начав международную любительскую карьеру (тренер — Виктор Панькин).
Обладатель Кубка мира в Монреале (1981 год), абсолютный чемпионом СССР (1982 год), трёхкратный победитель чемпионата СССР (1983—1985 годы), серебряный (1986 год) и бронзовый (1987 год) призёр национального первенства, удостоен звания «Мастер спорта СССР международного класса» (1981 год), награждён медалью «За трудовую доблесть» и знаком ЦК ВЛКСМ «Спортивная доблесть».
В 1985 году окончил Воронежский государственный институт физической культуры, после окончания вуза работал офицером-преподавателем в Воронежском высшем военном училище (ВВВИУРЭ), затем работал тренером в различных учебных заведениях.
В 1990 году основал в Воронеже областную Федерацию кикбоксинга. С 1994 по 1999 годы был председателем Федерации бокса и кикбоксинга (с 1994 по 1998 — член президиума Федерации), с 1999 года — председатель областной Федерации кикбоксинга.
В конце 90-х трудоустроился в Воронежский государственный институт физической культуры на должность доцента кафедры единоборств. По состоянию на март 2017 года — профессор кафедры теории и методики единоборств.
Председатель Воронежской региональной общественной организации инвалидов «Специальная олимпиада», поддерживающих людей с нарушением интеллекта (с 2001 года), член правления областной Федерации бокса, исполнительный директор Воронежского регионального отделения общероссийской общественной организации «Союз армян России», исполнительный директором ВРООИ «Искра надежды», член Общественного совета при Управлении ФСКН России по Воронежской области, член Общественного совета при комитете по физкультуре и спорту Воронежской областной Думы, член Общественной палаты города Воронежа, секретарь Совета первичной организации ВРО партии «Единая Россия».
Лауреат форума «Золотой фонд Воронежской области» (2007 год), Почётный гражданин г. Воронежа (с 2012 года).
Женат, имеет сына и дочь.

## Любительская карьера
В 1979 году впервые выступил на боксёрском турнире национального масштаба. На проходившем в Москве «Мемориале Сергея Сивко» заявленный в весовую категорию до 81 кг. Абаджян одержал победу, досрочно, в первом раунде выиграв в финальном поединке у Юрия Кузнецова.
В ноябре 1980 года Абаджян вошёл в состав сборной Союза, а в следующем году дебютировал на международной арене во втором тяжёлом весе (свыше 91 кг.).
В феврале, июне и октябре 1981 года выиграл турниры в Белграде («Belgrade Pobednik»), Гаване («Cordova Cardin») и Восточном Берлине («TSC Tournament»). В сентябре принял участие в чемпионате СССР, проходившем в Ташкенте, но проиграл в первом же бою по очкам ленинградскому тяжеловесу Вячеславу Яковлеву. В ноябре Абаджян поехал на Кубке мира в Монреале одержал две досрочные победы за явным преимуществом над соперниками: в полуфинале турнира — над болгарином Петаром Стойменовым (во втором раунде), в финале — над американцем Джонни Кейесом (в третьем раунде). Впоследствии сам боксёр выделял данный успех как наиболее значимый в его спортивной карьере. За значительные достижения на международной арене в 1981 году Абаджяну было присвоено звание «Мастер спорта СССР международного класса».
1982 год складывался для Абаджяна неудачно. В период с февраля по октябрь не сумел выиграть ни одного турнира. Дебют на майском чемпионате мира в Мюнхене также сложился не лучшим образом. Стартовав с победы нокаутом в первом раунде над марокканцем Абделькабаром Кисси, Абаджян уступил в четвертьфинале Тайреллу Биггсу из США (по очкам, 1:4). В ноябре Абаджян принял участие в абсолютном чемпионате СССР по боксу, где состязались исключительно боксёры второй тяжёлой весовой категории. По регламенту победитель турнира должен был встретиться в решающем бою с Яковлевым. На пути к главному поединку за явным преимуществом во втором раунде выиграл у белоруса Алексея Юкова, прошёл рижанина Александр Матюшенко, победив во втором раунде ввиду отказа от продолжения боя угла соперника, одолел по очкам Сергея Кормилицина из московских «Трудовых резервов» и махачкалинца Курбана Гаджиметова. В абсолютном финале турнира, состоявшемся 25 декабря 1982 года, Абаджян оказался сильнее своего основного конкурента за место в сборной. Победив Яковлева по очкам, воронежец стал обладателем звания абсолютного чемпиона СССР.
В 1983 году выиграл национальный чемпионат, проходивший в рамках VIII Спартакиады народов СССР. Выступавший под флагом РСФСР Абаджян одержал победы над Сергеем Мозгуновым (Туркменистан) (по очкам, 3:0), Хореном Инджеяном (Армения) (нокаутом в третьем раунде), Сергеем Кормилициным (Москва) (по очкам, 3:0) и в финале — над Вячеславом Яковлевым (Ленинград) (по очкам, 3:0). По регламенту победитель Спартакиады определялся в поединке между чемпионом СССР и боксёром, выигравшим июльский международный турнир в Москве. Таким образом, соперником Абаджяна стал Атом Погосян. В бою Абаджян не оставил шансов оппоненту, победив досрочно, во втором раунде, ввиду отказа угла Погосяна от продолжения поединка.
В сентябре-октябре 1983 года Абаджян выиграл два международных турнира — в Австрии («Volkstimme») и ГДР («TSC Tournament»).
1984 год Абаджян начал с победы на чемпионате СССР в Ташкенте. Для этого ему потребовалось выиграть всего один бой. В очередной раз победив по очкам Юрия Яковлева, Абаджян стал двукратным чемпионом страны. Являвшийся первым номером сборной в своей весовой категории Абаджян мог рассчитывать на участие в Олимпийских Играх 1984 года, но вследствие бойкота СССР Олимпиады в Лос-Анджелесе поехал на соревнования «Дружба-84», в котором участвовали спортсмены социалистических стран. Боксёрский турнир, проходивший в Гаване, начал с досрочной победы во втором раунде над венгром Ференцем Шомоди, затем в полуфинале выиграл у Петара Стойменова из Болгарии (по очкам, 5:0). В решающем поединке оппонентом Абаджяна стал трёхкратный олимпийский чемпион Теофило Стивенсон. Бой был остановлен в третьем раунде ввиду сильного рассечения у советского боксёра в области левого глаза, Валерий стал обладателем серебряной награды турнира.
В январе 1985 года Абаджян принял участие в двух матчевых встречах сборных СССР и США в Рено и Баффало, одержав в обоих поединках победы над представителями американской команды в весовой категории свыше 91 кг — Натаниэлем Фитчем (по очкам, 3:0) и Уинстоном Бентом (досрочно во втором раунде). В апреле Валерий дошёл до финала турнира «Gee-Bee» в Хельсинки, уступив в решающем бою шведу Хакану Броку (по очкам), а в сентябре выиграл свой третий подряд чемпионат СССР. На пути к золотой медали Абаджян победил своего давнего соперника Яковлева (по очкам, 3:2) и Андрея Аулова (досрочно, нокаутом), а в финале оказался сильнее Александра Мирошниченко (по очкам). В октябре — ноябре Абаджян неудачно выступил в матчевой встрече тяжеловесов сборных СССР и США, проиграв Уэсли Уотсону (досрочно, во втором раунде), и на Кубке Копенгагена, уступив поляку Янушу Заренкевичу (по очкам, 1:4).
В феврале 1986 года Абаджян завоевал серебряную медаль национального первенства, проиграв в решающем поединке прошлогоднему финалисту Мирошниченко (по очкам, 0:5). В июле на Играх доброй воли в Москве в первом же бою уступил Вячеславу Яковлеву (по очкам, 2:3). В сентябре в полуфинале турнира «TSC Berlin» в ГДР одержал одну из самых ярких своих побед на любительском ринге, победив техническим нокаутом в третьем раунде выступавшего за Канаду будущего абсолютного чемпиона мира в тяжёлом весе среди профессионалов Леннокса Льюиса (единственное досрочное поражение Льюиса и единственное его поражение нокаутом в любителях). В итоге Абаджян сумел выиграть данный турнир, досрочно выиграв в финале у соотечественника Сергея Кормилицына.
В 1987 году в последний раз принял участие в чемпионате СССР. Абаджян победил в четвертьфинале Андрея Орешкина (по очкам), но в полуфинале проиграл Александру Мирошниченко и завоевал бронзовую медаль первенства. В этом же году Валерий завершил спортивную карьеру.

## Достижения и награды
- Мастер спорта СССР международного класса (1981)
- Обладатель Кубка мира (1981)
- Абсолютный чемпион СССР (1982)
- Победитель Спартакиады народов СССР (1983)
- Чемпион СССР во втором тяжёлом весе (1983—1985 годы)
- Медаль «За трудовую доблесть» (1985 год)
- Юбилейная медаль «70 лет Вооружённых Сил СССР»
- Медаль «80 лет Госкомспорту России»
- Знак ЦК ВЛКСМ «Спортивная доблесть»

## Научные труды
- «Техническая подготовка боксёра», учебное пособие (2002 год, совместно с В. А. Санниковым).
- «Обучение и совершенствование боксёра в технике бокса», учебное пособие (2005 год, совместно с В. А. Санниковым).
- «Теоретическая подготовка студентов 1 курса специализации „Бокс“, обучающихся в вузах физической культуры», учебное пособие (2008 год, совместно В. А. Санниковым).
- «Медико-биологические и психологические особенности тренировочной и соревновательной деятельности боксёров», учебное пособие (2011 год, совместно с В. А. Санниковым). Пособие является лауреатом XXI Воронежского областного конкурса ведущих учёных вузов и научных организаций.